# Carles Sabater
Carles Sabater Hernández (Barcelona, 21 de septiembre de 1962-Villafranca del Panadés, 13 de febrero de 1999) fue un cantante, letrista y actor español.
Carles Sabater tuvo una vida dedicada a la interpretación y a la música. Como actor interpretó varias obras de teatro, musicales, películas y, al mismo tiempo, formó parte, como cantante, del grupo de rock catalán Sau, en donde compartió escenario junto al guitarrista, compositor y vocalista nacido en Vich, Pep Sala, músico con el que Sabater entabló una gran amistad. Ambos fundaron Sau en 1986 y en 1999 el grupo se disolvió a causa de la muerte del propio Carles Sabater. Su muerte se produjo tras una actuación en Villafranca del Penedés (provincia de Barcelona), en el primer concierto de su gira "XII", que conmemoraba el 12.º aniversario de la banda.

## Biografía
Carles Sabater inició en 1984 su carrera como actor junto a la compañía del prestigioso director teatral catalán, Josep Maria Flotats con la obra Una jornada particular, tras abandonar sus estudios en el Instituto del Teatro de Barcelona. En 1986 conoció a Pep Sala, con motivo de una entrevista que le hizo Sabater para un programa piloto de la televisión autonómica catalana, y juntos crearon Sau, grupo de rock catalán que grabó una decena de discos.
Uno de sus mayores éxitos fue «Boig per tu», canción que se convirtió en uno de los himnos del rock catalán que surgió en Cataluña a mediados de los años 80 y principios de los 90. Posteriormente, varias artistas femeninas versionaron dicha canción como la cantante gallega Luz Casal o la colombiana Shakira, las cuales la popularizaron aún más.
Sabater compaginó toda su vida su carrera como cantante con la de actor en el teatro (principalmente en obras musicales de la compañía Dagoll Dagom) y en filmes y seriales televisivos catalanes.

## Muerte
El súbito fallecimiento de Carles Sabater fue el impacto más fuerte que recibió el rock catalán en toda su historia. Su desaparición consternó a la sociedad cultural catalana. Lluís Gavaldà, cantante y líder del grupo Els Pets, señaló que «cuando pasen treinta años y se hable del pop rock en Cataluña se tendrá que hablar forzosamente de Sau, y Carles Sabater era la mitad de Sau.»
Sau tenía previsto tocar en más de 30 ciudades de Cataluña, Baleares y Valencia hasta el 2 de octubre de 1999. Tras la gira tenían previsto preparar la grabación de un nuevo disco.[cita requerida] El concierto de Carles Sabater congregó a unas 600 personas y se inició con 45 minutos de retraso respecto al horario previsto para que la sala se llenara. El director del Casal de Villafranca, Joan Güell, declaró a la prensa que el recital se desarrolló con normalidad tras los tres bises ofrecidos por el grupo. A los pocos minutos de haber acabado la actuación, Sabater sufrió un desmayo en el camerino y fue trasladado al Hospital Comarcal de Villafranca, donde ingresó a las dos de la madrugada con un paro cardiorrespiratorio, según informó el jefe de guardia del centro sanitario. Los esfuerzos de los médicos para reanimarle fueron inútiles y, media hora más tarde, se declaró su muerte.
La despedida al artista tuvo lugar en el Cementerio de Collserola de Barcelona, donde fue incinerado, sus cenizas fueron trasladas a una sepultura en el cementerio nuevo del puerto de Llansá, localidad de la Costa Brava a la que estaba muy vinculado personalmente.

### Concierto de homenaje a Carles Sabater
Su fallecimiento conmocionó de tal manera al mundo de la cultura catalana que, el 27 de abril de 1999, se celebró un concierto de homenaje a su figura en donde numerosos compañeros suyos de profesión y amigos personales del mismo Sabater, versionaron canciones de Sau en el Palau Sant Jordi de Barcelona ante 18.000 admiradores del cantante.
Los artistas que participaron en el concierto homenaje fueron Adrià Puntí, Luz Casal, Dani Nel·lo, Tomeu Penya, Marina Rossell, Dagoll Dagom, Sangtraït, Sopa de Cabra, Sílvia Comes, Lídia Pujol, Lluís Llach, Companyia Elèctrica Dharma, Lax'n'Busto y Carlos Segarra.

## Carrera actoral
| - Romeu i Julieta (1983) - El malentès (1983) - Una jornada particular (1984) - Cyrano de Bergerac (1985) - L'auca del senyor Esteve (1985) - La rambla de les floristes (1986) - Ormetà (1987) - Vida privada (1987) - Gaudí (1988) - Daniya, jardín de l'harem (1988) - El Knack (1988) - Vida privada (1989) - Si te dicen que caí (1989) | - Sóc com sóc (1990) - Mirandolina (1991) - Escrit als estels (1991) - El hombre de cristal (1993) - Tots dos (1993) - I ara què, Xènia? (1993) - La febre d'or (1993) - El Comte Arnau (1994) - Sitges (1996) - Company (1997) - Mar i Cel (1997) - La Moños (1997) - Els Pirates (1997) |

## Discografía
Con Sau
- No puc deixar de fumar (1987)
- Per la porta de servei (1989)
- Quina nit (1990)
- El més gran dels pecadors (1991)
- Concert de mitjanit (1992) (directo)
- Els singles (1992)
- Junts de nou per primer cop (1994)
- Cançons perdudes, rareses, remescles (1995) (recopilatorio)
- Set (1996)
- Bàsic (1997) (directo en acústico)
- Amb la lluna a l'esquena (1998)
- Un grapat de cançons per si mai et fan falta (2003)

Con Dagoll Dagom
- Els Pirates (1997)